# Michajlov, Snina
Michajlov este o comună slovacă, aflată în districtul Snina din regiunea Prešov. Localitatea se află la altitudinea de 243 m deasupra n.m., se întinde pe o suprafață de 4,67 km2 și în 2017 număra 87 de locuitori. Se învecinează cu Klenová, Ubľa, Dúbrava, Šmigovec, Snina și Ladomirov.

## Istoric
Localitatea Michajlov este atestată documentar din 1557.

## Demografie
| An:                | 1994 | 2004   | 2014    | 2024    |
| ------------------ | ---- | ------ | ------- | ------- |
| Număr de persoane: | 122  | 112    | 96      | 81      |
| Diferență:         |      | −8,19% | −14,28% | −15,62% |

| An:                | 2023 | 2024   |
| ------------------ | ---- | ------ |
| Număr de persoane: | 83   | 81     |
| Diferență:         |      | −2,40% |